# فيل هولدر
فيل هولدر (بالإنجليزية: Phil Holder)‏ هو مدرب كرة قدم ولاعب كرة قدم بريطاني، ولد في 19 يناير 1952 في كيلبيرن ‏ في المملكة المتحدة. لعب مع توتنهام هوتسبير وتونبريدج أنغلز وكريستال بالاس ونادي بورنموث.

## وصلات خارجية
- فيل هولدر على موقع قاعدة بيانات كرة القدم.إي يو (الإنجليزية)
- فيل هولدر على موقع Soccerbase.com (مدرب) (الإنجليزية)